# Аквапорин 11
Аквапорин 11 — белок группы аквапоринов, водный канал. Играет важную роль в транспорте воды в почках.

## Структура
Подобно другим аквапоринам аквапорин 11 является тетрамерным интегральным белком. Мономер состоит из 271 аминокислот. Структура пор у этого канала отличается от таковых у других аквапоринов.

## Тканевая специфичность
Аквапорин 11 экспрессирован во многих органах, наиболее высокий уровень обнаружен в яичках.